# Xã Shirley, Quận Cloud, Kansas
Xã Shirley (tiếng Anh: Shirley Township) là một xã thuộc quận Cloud, tiểu bang Kansas, Hoa Kỳ. Năm 2010, dân số của xã này là 147 người.